# Большой Корчуган (деревня)
Большой Корчуган — деревня в Топкинском районе Кемеровской области. Входит в состав Юрьевского сельского поселения.

## География
Центральная часть населённого пункта расположена на высоте 256 метров над уровнем моря.

## Население
По данным Всероссийской переписи населения 2010 года, в деревне Большой Корчуган проживает 222 человека (116 мужчин, 106 женщин).